# Carmen Julia Álvarez
Carmen Julia Álvarez (sinh ngày 4 tháng 11 năm 1952 tại Caracas) là một nữ diễn viên người Venezuela. Bà đã kết hôn với các diễn viên Eduardo Serrano từ năm 1968 đến 1975 và Daniel Alvarado từ 1978 đến 1994. Bà có hai con với Daniel, con gái Daniela và con trai Carlos Daniel.

## Đóng phim

### Telenigsas
- Amor Secreto (2014) trong vai Trinidad Vielma
- Tomasa Tequiero (2010)
- El amor las vuelve locas (2005)
- La Invasora (2003)
- Angelica pecado (2000)
- Toda Mujer (1999)
- Así es la vida (1998)
- Destino de tees (1997)
- Ilusiones (1995)
- El paseo de la gracia de Dios (1993)
- Divina obsesión (1992)
- La tees prohibida (1991)
- La Revancha (1989)
- La Intrusa (1987)
- Claudia (1982)
- Elizabeth (1980)
- Estefanía (1979)
- Tuya Para Siempre (1974) (Jorge Félix - Nhân vật chính)
- Simplemente Maria (1971)

### Phim
- 13 segundos (2007)
- El Compromiso (1988)
- El Secreto / Bí mật (1988)
- Domingo de resurrección (1982)
- Camino de la verdad / El Siervo de Dios (1968)
- El Pequeño milagro (1964)